# Jialing
China Jialing Industrial Company Limited, сокращённо Jialing («Цзялин») — китайский производитель скутеров, мотоциклов, трициклов, снегоходов, двигателей и электрических генераторов. Штаб-квартира компании расположена в Чунцине; входит в состав государственного холдинга China South Industries Group (CSIG). Дочерние структуры компании производят пластмассовые изделия, оптические линзы, различные комплектующие для мототехники и автомобилей.

## Название
Название компании происходит от реки Цзялинцзян, которая впадает в Янцзы в районе города Чунцин.

## История
Предшественник компании Jialing был основан в 1975 году для конверсии военного производства, в 1979 году были начаты разработка и производство гражданских мотоциклов. С 1981 года Jialing начала техническое сотрудничество с японской компанией Honda. В 1987 году была создана China Jialing Group. В 1993 году было создано совместное предприятие Jialing-Honda Motors Co. Ltd. с уставным капиталом 35,7 миллионов долларов, в котором 60 % принадлежало Honda Motor, 10 % — её дочерней компании Honda Motor (China) Investment Co. Ltd., и 30 % — China Jialing Industrial.
С 1995 года акции China Jialing Group стали котироваться на Шанхайской фондовой бирже. В 2005 году Jialing создала дочернюю компанию Henan Jialing Three-wheeled Motorcycle и начала экспорт мототехники под маркой Venta на российский рынок. В октябре 2011 года компания Jialing-Honda Motors открыла новый завод по сборке силовых агрегатов в городе Чунцин.

## Деятельность
В компании насчитывается более 10 тыс. сотрудников, активы China Jialing Industrial составляют более 50 млрд юаней. Компания имеет в Китае технологический центр и пять заводов. Продукция экспортируется в более чем 90 стран и регионов мира. Основными экспортными брендами являются Jialing, Jiapeng и Traxx. За рубежом China Jialing Group создала сборочные линии по производству мототехники в странах Юго-Восточной Азии, Южной Азии и Южной Америки.

### Структура
В состав Jialing входят следующие дочерние компании:
- Chongqing Jialing Jiapeng Industrial Co. Ltd. (Чунцин)[5][6]
- Chongqing Jialing All-Terrain Vehicle Co. Ltd. (Чунцин)
- Jialing-Honda Motor Co. Ltd. (Чунцин)[7]
- Guangdong Jialing Motorcycle Co. Ltd. (Фошань, Гуандун)[8][9]
- Shanghai Jialing Vehicle Industry Co. Ltd. (Шанхай)[10]
- Henan Jialing Three-wheels Motorcycle Co. Ltd. (Мынчжоу, Хэнань)[11]

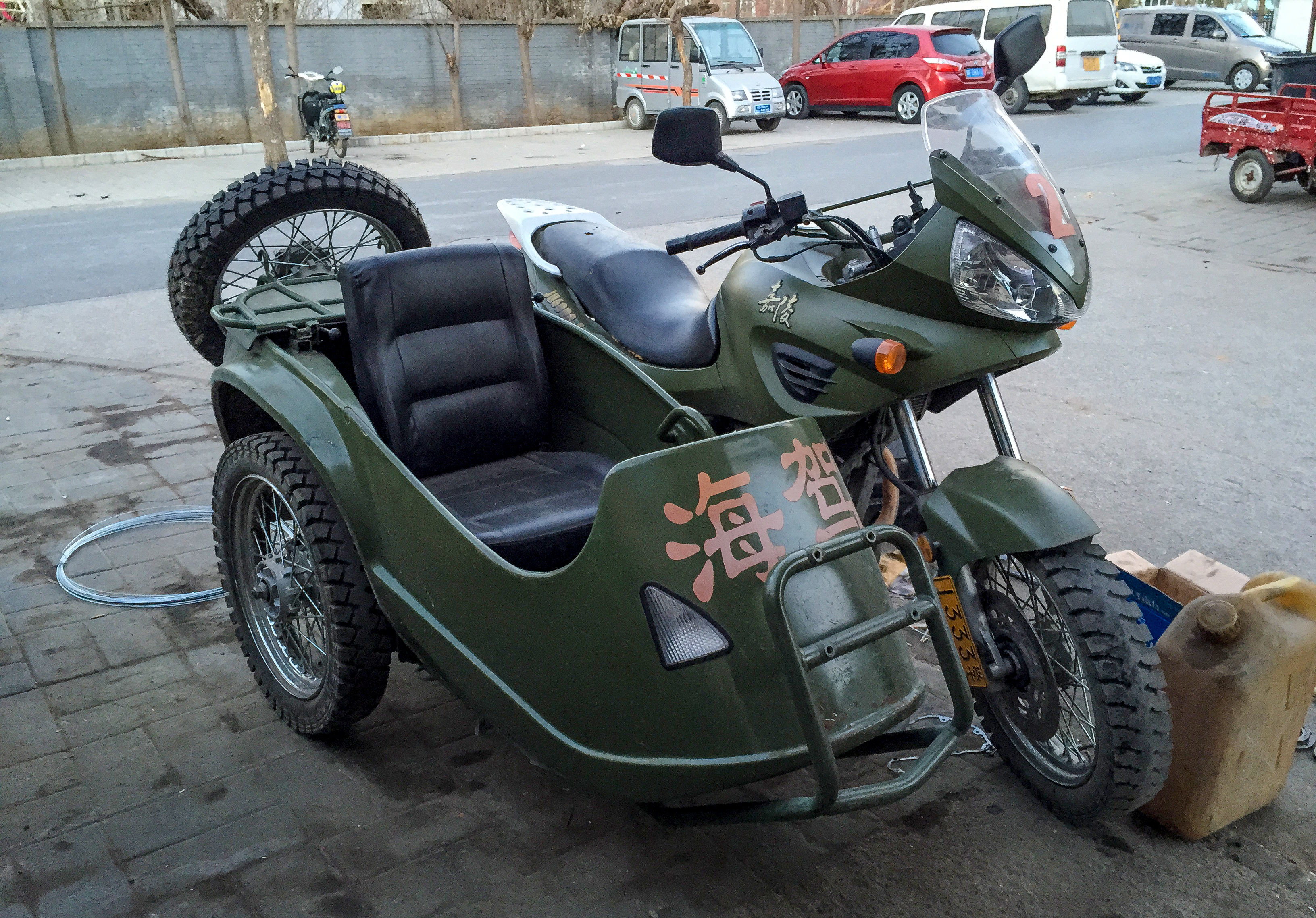
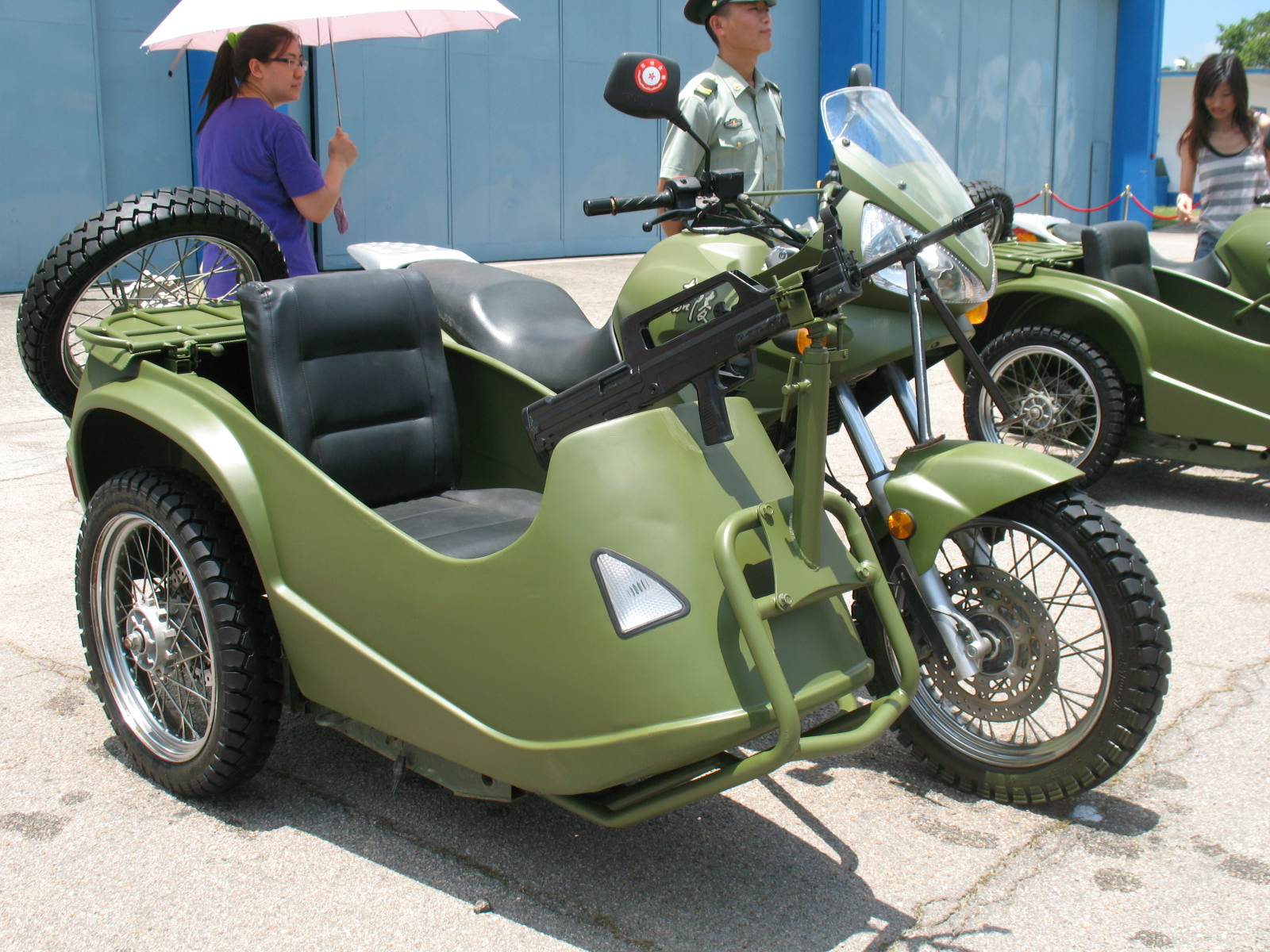
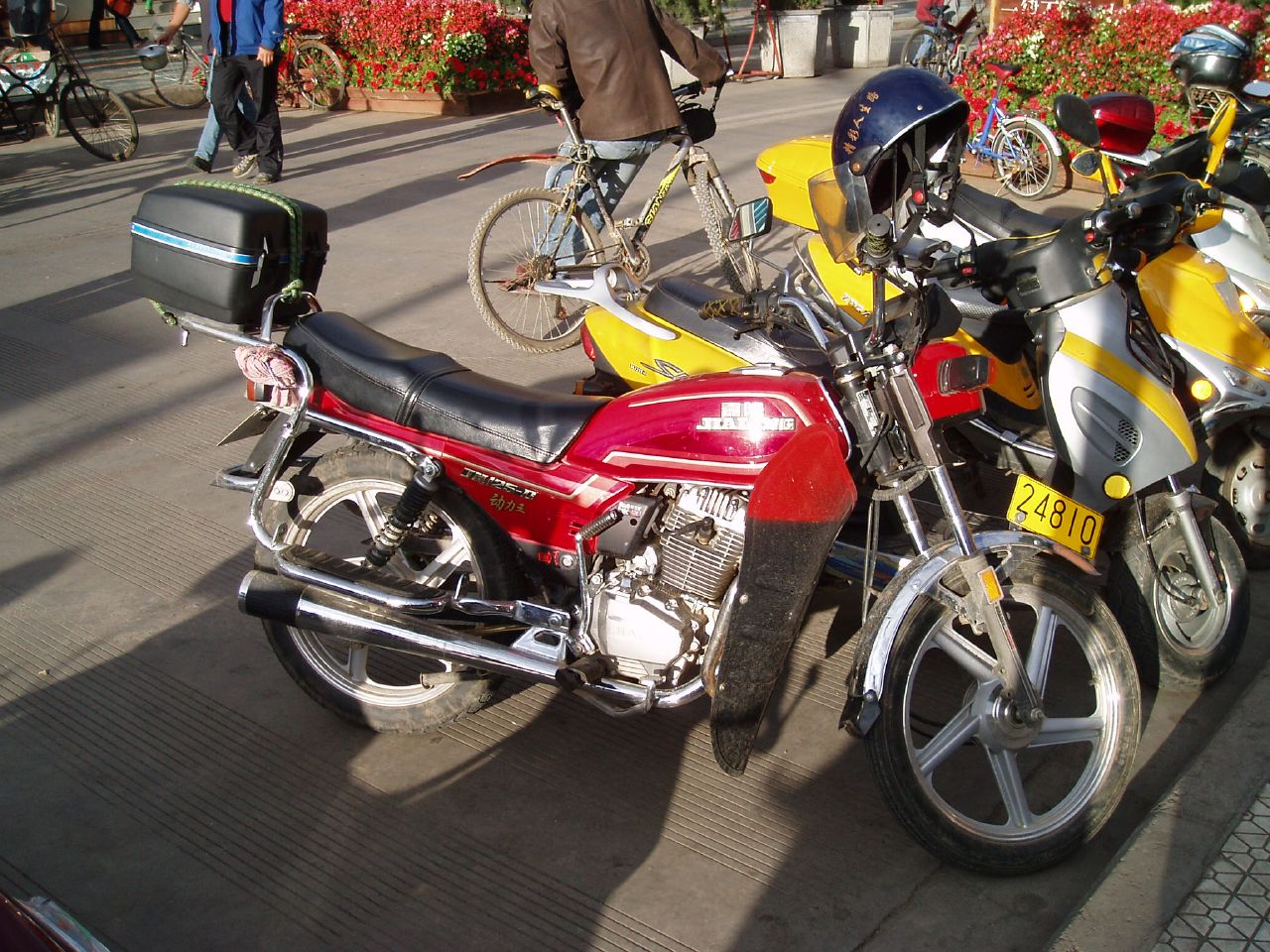
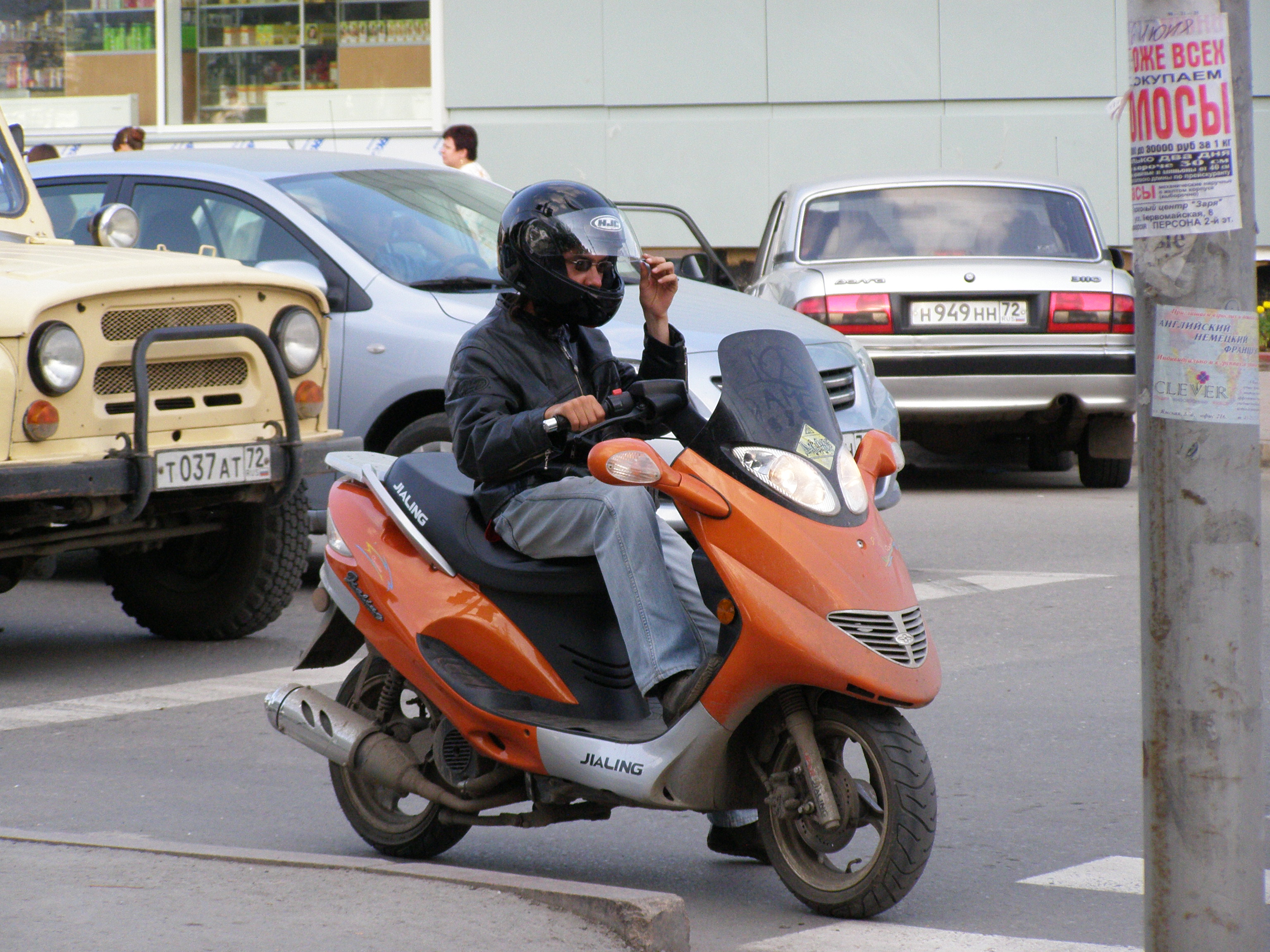